# Zhurong (rover)
Pour les articles homonymes, voir Zhurong.
 (novembre 2024).
Zhurong (en chinois 祝融, Zhùróng) est le premier rover martien chinois appartenant à la mission Tianwen-1 vers Mars. Il s'est posé le 14 mai 2021, faisant de la Chine le deuxième pays à réussir un atterrissage sur Mars et à établir des communications depuis la surface martienne, après les États-Unis. Zhurong a été déployé avec succès le 22 mai 2021, à 02:40 UTC,.
Le rover a été désactivé en mai 2022 pour une durée prévue d'environ 7 mois afin de le protéger de l'hiver martien. Cependant, il n'a pas pu être réactivé dû à l'accumulation de poussière sur ses panneaux solaires.

## Mission
Zhurong a été lancé le 23 juillet 2020 à 12 h 41 (UTC+8), depuis la base de lancement de Wenchang. Il a atteint la plaine d'Utopia Planitia à la surface de Mars le 14 mai 2021 à l'aide d'un bouclier thermique, un parachute et de rétrofusées.
Le rover, comportant six roues, est alimenté par quatre panneaux solaires. Sa durée de vie opérationnelle est estimée à 90 sols martiens.
Par rapport au rover lunaire chinois Yutu, Zhurong peut se déplacer à une vitesse comparable d'environ 200 m/h, mais il est capable de franchir des obstacles de 30 cm au lieu de 20 cm pour Yutu, et d'escalader des pentes de 20°. Le rover et la plate-forme d'atterrissage pèsent 240 kg et mesurent 1,85 m de haut.
Les tâches prévues durant la mission sont : 
- Étudier la topographie et la géologie de la région,
- Examiner le sol et son contenu en glace,
- Examiner les éléments, les minéraux et les roches,
- Prélever des échantillons atmosphériques.

L'Administration spatiale nationale chinoise a diffusé les premières images du rover à la surface de Mars le 19 mai 2021.
Après s'être séparé de l'orbiteur Tianwen-1, le rover a atterri le 15 mai dans la zone de Utopia Planitia, où s'était déjà posée la sonde américaine Viking 2 en 1976. Zhurong a quitté sa plateforme d'atterrissage le 22 mai 2021 à 10 h 10, heure de Pékin. Il a ensuite rejoint la surface de Mars,.
Le rover est entré en hibernation le 18 mai 2022 pour se protéger des tempêtes et températures de l'hiver martien. L'administration spatiale nationale chinoise avait prévu sa réactivation en décembre 2022. Cependant, à la suite de l'accumulation de poussière sur ses panneaux solaires, Zhurong n'a pas pu être réactivé,.

## Instruments scientifiques
Le rover transporte 6 instruments scientifiques mais il est dépourvu de bras robotique :
- RoPeR (GPR) : radar pénétrant permettant d'imager la surface martienne jusqu'à 100 m de profondeur[14],
- RoMAG (MSMFD) : détecteur de champ magnétique de surface,
- MCS : station météorologique martienne qui comprend plusieurs capteurs dont un thermomètre, un anémomètre et un capteur de pression,
- MarSCoDe (MSCD) : spectroscope laser et infrarouge[10],
- MSCam (MSC) : caméra multi longueur d'onde,
- NaTeCam (NTC): caméras de navigation et de topographie.

## Nom

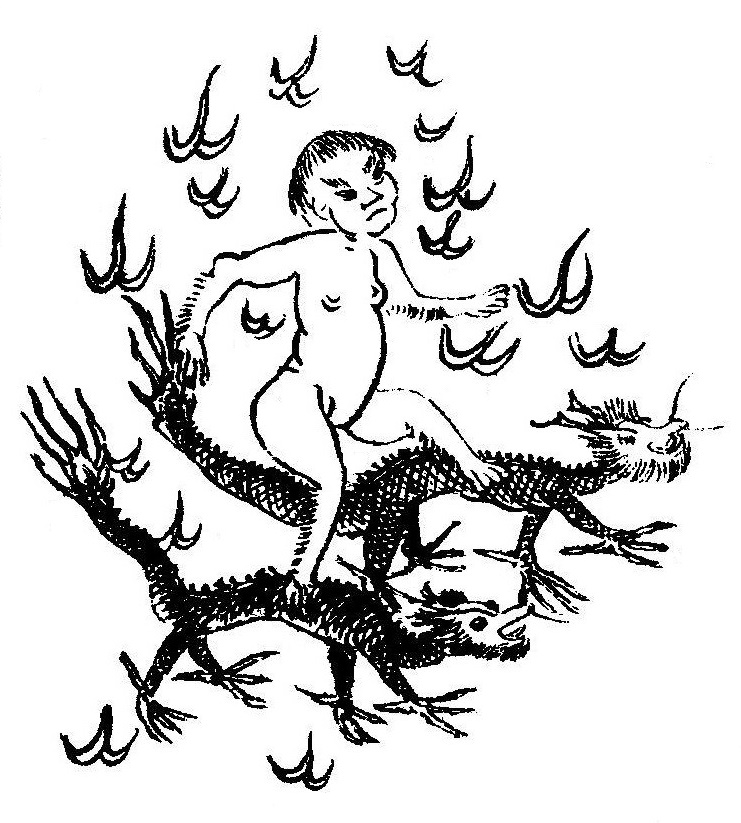
Illustration de Zhu Rong.

Le 24 avril 2021, en prévision de la prochaine tentative d'atterrissage, l'agence spatiale chinoise a officiellement annoncé que le rover serait nommé Zhurong (en chinois : 祝融), d'après Zhu Rong, une figure mythologique chinoise, généralement associée au feu et à la lumière. Le nom a été sélectionné par un vote public en ligne organisé entre le 20 janvier 2021 et le 28 février 2021, Zhurong arrivant en tête avec 504 466 voix. Certains commentateurs chinois suggèrent que ce choix est censé « allumer le feu de l'exploration interstellaire en Chine et symboliser la détermination du peuple chinois à explorer les étoiles et à découvrir des inconnues dans l'univers ».

## Observations scientifiques

### - Nouvelles observations sur les océans martien.
Des observations récoltées par Zhurong ont permis de faire avancer les hypothèses selon lesquelles il y aurait eu des océans sur Mars il y a quelques milliards d'années (lors de l'Hespérien). Ces nouvelles observations, bien qu'elles ne permettent pas de confirmer ces hypothèses, semblent indiquer que certaines zones proches du site d'atterrissage du rover ont pu autrefois être des zones côtières ou maritimes,.